# Xerus
Xerus és un gènere de rosegadors de la família dels esciúrids. Són oriünds d'Àfrica i Àsia i ocupen hàbitats oberts. Es tracta d'un animal diürn que forma colònies semblants a les dels gossets de les praderies. El cau d'un grup pot tenir fins a cent sortides i estendre's per una superfície de 2.000 m². Quan un individu detecta un depredador, emet una crida ben forta per advertir tots els altres membres del grup perquè s'amaguin dins del cau.